# Magnetorheologische Stoßdämpfer
Als magnetorheologische Stoßdämpfer bezeichnet man spezielle Stoßdämpfer, die mit einer magnetorheologischen Flüssigkeit gefüllt sind. Sie werden vorwiegend in der Automobilindustrie verwendet und hauptsächlich in sportlich orientierten Fahrzeugen eingesetzt. Die erforderliche Dämpfung kann sehr schnell abhängig von Fahrzustand und Straßenbeschaffenheit verändert werden. Diese Art von Stoßdämpfern ermöglichen eine wesentlich bessere Dämpfung und einen höheren Fahrkomfort als herkömmliche Stoßdämpfer.
Verschiedene Automobilhersteller bieten „magnetorheologische Stoßdämpfer“ entweder serienmäßig oder wahlweise in ihren Modellen an. Die Markenbezeichnungen sind zum Teil unterschiedlich.

## Funktionsweise
Das Prinzip gleicht den herkömmlichen Hydraulikdämpfern, bei denen die Federbewegung des Rades über die Verdrängung eines Hydrauliköles gedämpft wird. Die eingesetzte Flüssigkeit, ein spezielles magnetorheologisches Dämpferöl, ist aber mit mikroskopisch kleinen, magnetisierbaren Metallpartikeln durchsetzt. Mit einem Elektromagneten wird nun ein Magnetfeld im Stoßdämpfer erzeugt. Die Metallpartikel werden dadurch in Richtung Magnetfeld ausgerichtet und beeinflussen damit entscheidend die Viskosität, d. h. die Fließfähigkeit des Dämpferöles. Durch Anlegen einer Spannung wird die Anordnung der Magnetpartikel und somit die Viskosität der nahezu verzögerungsfrei reagierenden Flüssigkeit variiert, wodurch sich Ansprechverhalten und Härte des Stoßdämpfers ändern. Sensoren erfassen den Fahrzustand, senden die Daten an das Steuergerät und nach Auswerten der Daten werden die Stoßdämpfer entsprechend angepasst.

## Beispiel
Die Unebenheiten der Straße werden innerhalb weniger Millisekunden von einem Steuergerät erfasst, das die Stoßdämpfer während der Fahrt sofort anpassen kann. Das geschieht so schnell, dass der Fahrer nichts davon bemerkt. 

### Audi
Der Name Magnetic Ride bezeichnet ein Stoßdämpfersystem von Audi, bei dem sich das Dämpfungskennfeld durch die Ansteuerung des Dämpferöls über ein Magnetfeld verändert.
Über die Stärke des Magnetfeldes lässt sich so die Dämpfercharakteristik auf die jeweilige Fahrsituation abstimmen. Das System erschien 2006 mit Einführung der zweiten Generation des Audi TT. Außer im Sportwagen R8 bietet Audi Magnetic Ride mittlerweile auch in der Kompaktklasse im A3 an.

### Ferrari
Ferrari setzt dasselbe System unter der Bezeichnung Magneride unter anderem in den Modellen 599 GTB Fiorano, 612 Scaglietti, California, Portofino sowie im F430 und im Ferrari 458 Italia ein.

### General Motors
Magnetic Selective Ride Control ist die Marktbezeichnung des amerikanischen Automobilherstellers General Motors für das eigens entwickelte magnetisch-rheologische Stoßdämpfersystem, das auch als MSRC bezeichnet wird. GM setzte das Magnetic Selective Ride Control erstmals im Jahr 2000 im Cadillac Seville ein. Es wurde von der Delphi Corporation entwickelt und ab 2003 auch für die Corvette C5 gegen Aufpreis angeboten. Dort hatte das System einen Wahlschalter im Armaturenbrett bzw. in der Mittelkonsole, mit dem  zwischen „Touring“ und „Sport“ gewählt werden konnte.
Aktuell findet Magnetic Selective Ride Control exklusiv in den Cadillac-Modellen CTS, STS, SRX, Escalade und XLR sowie im Camaro ZL1 und der Corvette C6 seinen Einsatz.
Hinzu kam Magnetic Ride Control als Wahlmöglichkeit bei der 6. Generation des Camaro, die am 16. Mai 2015 erstmals in Detroit vorgestellt wurde.